# Горностаївська сільська рада (Новотроїцький район)
Горноста́ївська сільська́ ра́да — адміністративно-територіальна одиниця та орган місцевого самоврядування в Новотроїцькому районі Херсонської області. Адміністративний центр — село Горностаївка.

## Загальні відомості
- Населення ради: 603 особи (станом на 2001 рік)

## Населені пункти
Сільській раді були підпорядковані населені пункти:
- с. Горностаївка

## Склад ради
Рада складалася з 12 депутатів та голови.
- Голова ради: Відсутня
- Секретар ради: Шелар Юлія Олегівна

### Керівний склад попередніх скликань
| Прізвище, ім'я, по батькові | Основні відомості                                                                   | Дата обрання | Дата звільнення |
| --------------------------- | ----------------------------------------------------------------------------------- | ------------ | --------------- |
| Крандакова Олена Павлівна   | Сільський голова, 1968 року народження, освіта вища, член Селянської партії України | 26.03.2006   | 31.10.2010      |
| Крандакова Олена Павлівна   | Сільський голова, 1968 року народження, освіта вища, член Партії регіонів           | 31.10.2010   | 18.01.2015      |

Примітка: таблиця складена за даними сайту Верховної Ради України

### Депутати
За результатами місцевих виборів 2015 року депутатами ради стали: